# 木曽川橋梁 (東海道新幹線)
木曽川橋梁（きそがわきょうりょう）は、愛知県一宮市と岐阜県羽島市を結ぶ、木曽川に架かる東海道新幹線の橋梁である。

## 概要
名古屋駅と岐阜羽島駅の間に架かる鉄道橋で、東海道新幹線の開通と同時に開通した橋である。大成建設の施工でニューマチックケーソン工法で据えられた橋台・橋脚に平行弦ワーレントラス橋が載っている。名神高速道路のすぐ下流にあり、建設の際には景観調和を考慮して橋脚の間隔などが決められたという。

## 諸元
- 供用：1964年（昭和39年）
- 延長：995m・複線式
- 区間：愛知県一宮市東加賀野井 - 岐阜県羽島市下中町加賀野井